# Confederación del Rin
Los Estados Confederados del Rin (en alemán: Rheinbund; en francés: États confédérés du Rhin), conocido también como Confederación del Rin, fue el nombre que recibió la confederación de Estados clientes del Primer Imperio francés creada por el emperador francés Napoleón Bonaparte en el marco de las denominadas guerras napoleónicas. La confederación fue creada inicialmente por 16 Estados alemanes después de que Austria y el Imperio ruso fueran derrotados en la batalla de Austerlitz. El posterior Tratado de Presburgo supuso la creación de la Confederación del Rin. La confederación existió entre 1806 y 1813.

## Historia

### Formación

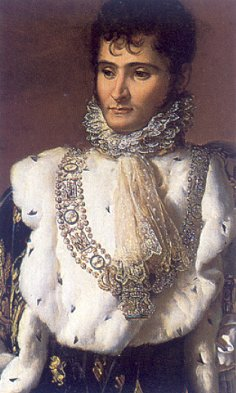
Jerónimo Bonaparte, rey de Westfalia.

Con anterioridad, al rey de Baviera se le había impuesto como yerno al hijastro de Napoleón, y las casas de Wurtemberg y Baden recibieron también familiares del emperador. Estos tres antiguos Estados se transformaron en reinos absolutistas, a pesar de que el código Napoleónico se implantó en todos los Estados creados por el emperador. Se abolieron el feudalismo y la servidumbre y se estableció la libertad de culto. Le fue otorgada a cada Estado una constitución en la que se establecían el sufragio universal masculino, una declaración de derechos y la creación de un parlamento; se instauró el sistema administrativo y judicial francés; las escuelas quedaron supeditadas a una administración centralizada y se amplió el sistema educativo libre. Cada Estado disponía de una academia o instituto destinado a la promoción de las artes y las ciencias, al tiempo que se financiaba el trabajo de los investigadores.
Napoleón se otorgó a sí mismo el título de Protector de la Confederación del Rin, con lo que tuvo a su disposición un ejército adicional de 60 000 soldados. La capital de la Confederación se fijó en Fráncfort.
A finales de 1806 y después de la derrota de Prusia a manos de Napoleón, este creó el Reino de Westfalia, con el que llevó la frontera oriental del Imperio francés hasta el río Elba y más allá, incluyendo la ciudad puerto de Lübeck, lo que daba al Imperio salida al mar Báltico. Consecuencia de la derrota prusiana fue también la creación del Gran Ducado de Varsovia.
En su período de máxima extensión (1808-1809), la Confederación comprendía 38 Estados, 360 000 km² y 15 millones de habitantes. Bien acogida por el pueblo en un principio e interpretada como un paso hacia la unificación, su popularidad disminuyó a medida que la integración en el Sistema Continental se tradujo en la implantación de duras medidas económicas.

### Disolución
La Confederación se disolvió después de la derrota de Napoleón en la batalla de Leipzig en 1813; cada uno de los Estados alemanes firmó la paz y respaldó la Alianza entre Prusia, Rusia, Austria y Gran Bretaña. El Congreso de Viena (1814-1815) acordó la creación de la Confederación Germánica, que reemplazó a la del Rin.

## Miembros de la Confederación

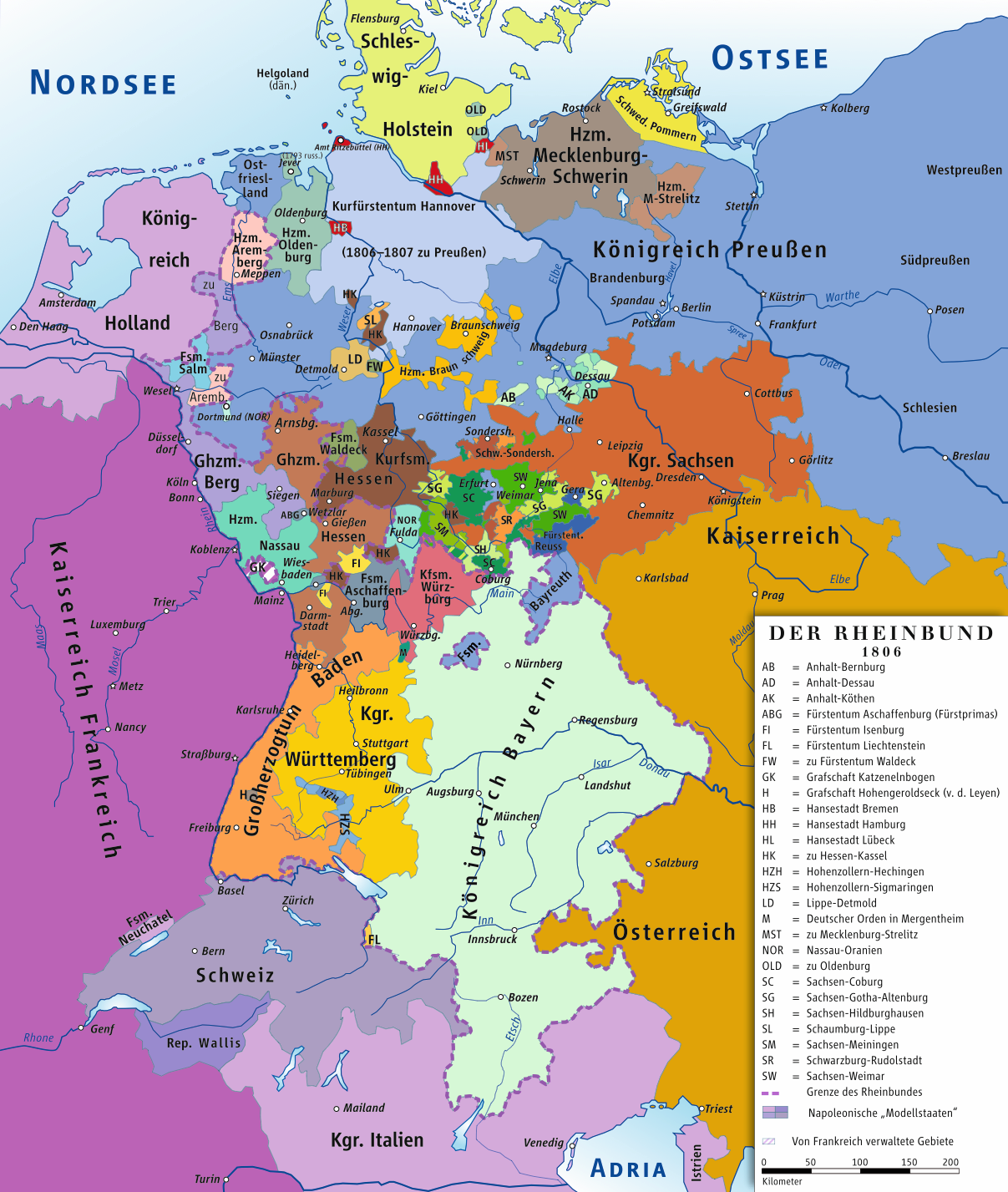
La Confederación del Rin en 1806.

La Confederación del Rin en 1808 (extensión máxima).

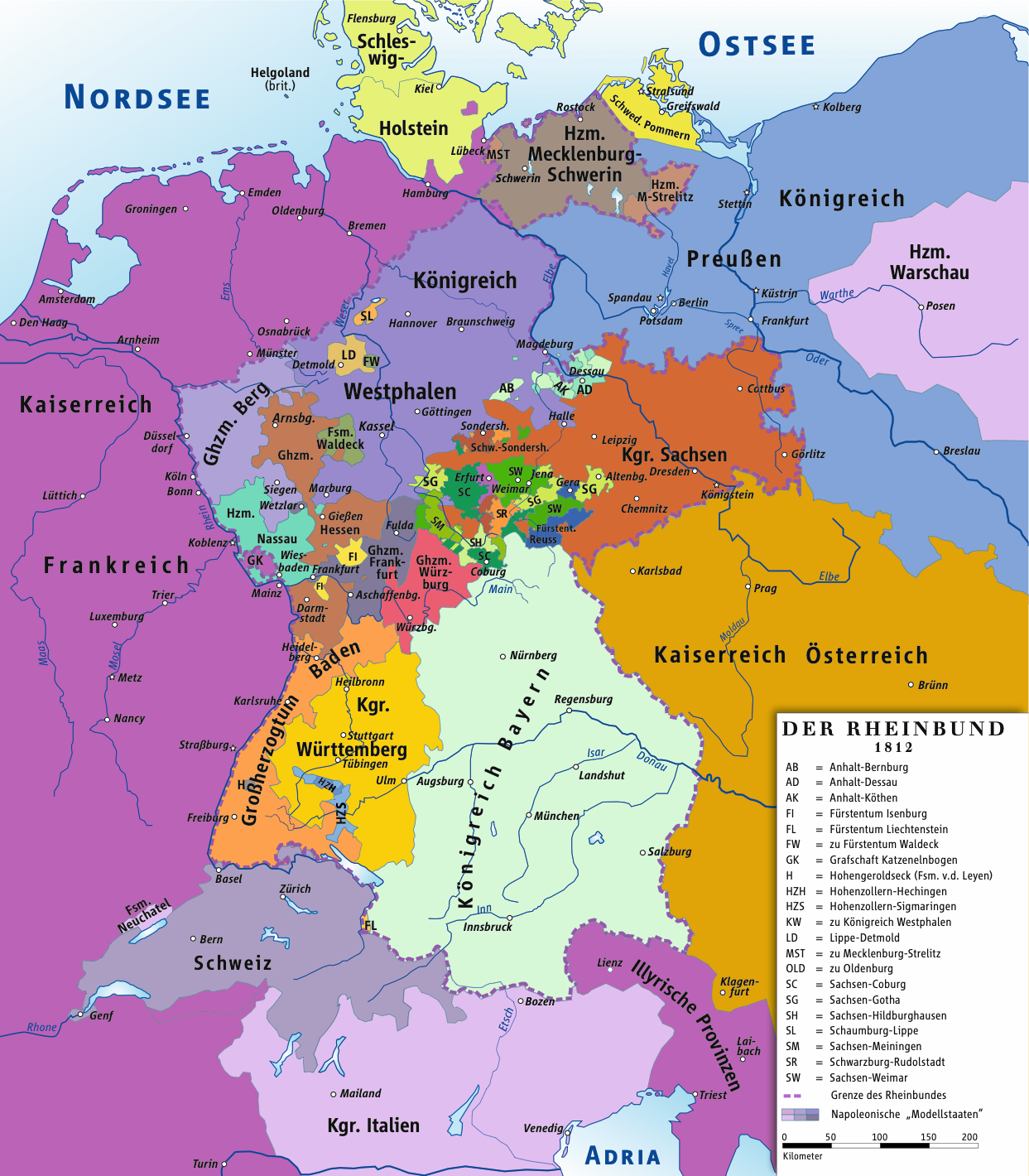
La Confederación del Rin en 1812.

### Reinos
- Baviera
- Sajonia
- Westfalia
- Wurtemberg

### Ducados
- Anhalt-Bernburg
- Anhalt-Dessau
- Anhalt-Köthen
- Arenberg
- Gran Ducado de Baden
- Gran Ducado de Berg
- Gran Ducado de Hesse
- Gran Ducado de Fráncfort
- Mecklemburgo-Schwerin
- Mecklemburgo-Strelitz
- Nassau
- Gran Ducado de Oldemburgo
- Sajonia-Coburgo
- Sajonia-Gotha-Altemburgo
- Sajonia-Hildburghausen
- Sajonia-Meiningen
- Sajonia-Weimar
- Gran Ducado de Wurzburgo

### Principados
- Hohenzollern-Hechingen
- Hohenzollern-Sigmaringen
- Isenburg-Birstein
- Leyen
- Liechtenstein
- Lippe-Detmold
- Ratisbona
- Reuss-Ebersdorf
- Reuss-Greiz
- Reuss-Lobenstein
- Reuss-Schleiz-Gera
- Salm
- Schaumburg-Lippe
- Schwarzburgo-Rudolstadt
- Schwarzburgo-Sondershausen
- Waldeck